# 郡保宗
郡 保宗（葆淙、こおり ほそう / やすむね、1847年5月16日（弘化4年4月2日）- 1918年（大正7年）3月27日）は、幕末の福岡藩士、明治・大正期の政治家・神職・公吏・郷土史家。衆議院議員、玄洋社社員。幼名・乃、名・利、字・士鋭、諱・保宗、号・葆淙。旧名・伍兵衛、水穂麿、直澄。

## 経歴
筑前国那珂郡福岡極楽寺町（現福岡県福岡市中央区天神）で、福岡藩士・郡利精の長男として生まれる。文久元年（1861年）に家督を相続。文久3年（1863年）長州藩での下関戦争勃発に伴い、藩境の黒崎の警備に従事した。この年、初めて青柳種信の著書を読み国学の研究を志した。慶応元年（1865年）五卿（三条実美、三条西季知、四条隆謌、東久世通禧、壬生基修）の長州藩から大宰府への移送に伴い警備の任務につき、若松、二日市などに駐留した。同年、銃手頭を経て納戸役となり藩主黒田長溥に近侍した。その後、京都留学となり外交方を兼務し諸藩の応接に当たったが帰藩となり、市令試補、顕勇隊中隊司令士を歴任。慶応3年（1867年）京都の情勢に伴い藩から派遣された警備隊に参加。鳥羽・伏見の戦いの後の対応に当たって帰藩した。
明治3年（1870年）東京留学を命ぜられ、国学者・権田直助に入門したが、郡の断髪姿を好まず元に戻そうとしたが拒否して退塾し、廃藩置県により帰郷した。その後、筥崎宮祠官、白峯神社、伊勢神宮、吉田神社などの神職を務めて、1874年（明治7年）に帰郷。佐賀の乱勃発の直前で、旧藩士らと対応を協議し、同志から江藤新平の元に派遣されたが、到着時に乱は発生しており情勢を把握しようする中、反乱軍に政府の間諜と疑われ拘束されたが、冷静な対応と弁明によって解放された。その後、伊勢神宮、吉田神社などの神職、兼権大講義、福岡県出仕などを歴任し、1878年（明治11年）郡区町村編制法制定により福岡区区長に就任した。1879年（明治12年）条約改正問題、国会開設運動の機運が高まり、旧筑前国内の各郡有志を博多に集めて大会を開催し、元老院への建議を行った。また筑前共愛公衆会を組織して、福岡に連合本部が設置され本部長に就任し、公職を辞した。1880年（明治13年）福岡県会議員に選出され、福岡日日新聞社長兼主筆も務めた。同年、国会期成同盟会が組織されると副会長・幹事に推されて東京で活動した。その後、県会議員、常置委員、内務省准奏任御用掛、参事院勤務、那珂・御笠・席田郡長、福岡市会議員、同参事会員などを歴任した。
1892年（明治25年）2月、第2回衆議院議員総選挙に福岡県第3区から出馬して当選し、議員倶楽部に所属して衆議院議員を1期務めた。以後、福岡市参事会員、嘉穂郡長を務めて1901年（明治34年）に辞職して引退した。1913年（大正2年）筑紫史談会の設立に際して発起人となり、同会の発展に尽くし論考も執筆した。

## 著作
- 吉田利行著、郡保宗増訂『明治新選帝国文明史』吉岡宝文軒・林磊落堂、1892年。

編著
- 『高等小学日本史 甲種1』林彦之助、1894年。
- 『高等小学日本史 甲種2』林彦之助、1894年。
- 『高等小学日本史 乙種1』林彦之助、1894年。
- 『高等小学日本史 乙種2』林彦之助、1894年。
- 『高等小学日本史 乙種3』林彦之助、1894年。
- 『高等小学日本史 乙種4』林彦之助、1894年。

## 親族
- 娘婿 月成勲（玄洋社社長、長女の夫）[3][4]・明石元二郎（陸軍大将、二女の夫）[3][4]